# Pyhäranta församling
Pyhäranta församling (finska: Pyhärannan seurakunta) är en evangelisk-luthersk församling i Pyhäranta kommun i Finland. Församlingen hör till Åbo ärkestift och Nousis prosteri. Kyrkoherde i Pyhäranta församling är Riitta Komu. I slutet av 2021 hade Pyhäranta församling cirka 1 550 medlemmar. Församlingens verksamhet sker i huvudsakligen på finska.
Pyhäranta kyrka är församlingens huvudkyrka.

## Historia
Pyhäranta församling grundades år 1688 som kapellförsamling till Pyhämaa församling. Då kallade man församlingen Rohdais kapellförsamling. År 1782 blev församlingen självständig. Samma år blev Pyhämaa församling en kapellförsamling till Rohdais församling. Pyhämaa församling blev självständig igen år 1908 och samma år började man kalla Rohdais församling för Pyhäranta församling.
Pyhäranta översätts direkt till Helig strand (finska: Pyhä ranta).